# Dorothy A. Atabong
Dorothy A. Atabong (...) è un'attrice, scrittrice e produttrice cinematografica camerunese pluripremiata, nota per Sound of Tears per il quale ha vinto vari premi tra cui un Africa Movie Academy Award nel 2015.

## Carriera
Atabong ha ricevuto recensioni positive per le produzioni teatrali Wedding Band, The Africa Trilogy del Volcano Theatre, una parte di Luminato Arts Festival e Stratford Festival, The Canadian Stage Company e la produzione di Studio 180 di The Overwhelming.
Dorothy Atabong ha pubblicato un romanzo romantico, The Princess of Kaya, nel 2002, che ha ulteriormente adattato come sceneggiatura. La sua sceneggiatura Daisy’s Heart, è stata premiata come miglior sceneggiatura a basso costo al Female Eye Film Festival 2011 a Toronto. Ha anche scritto, prodotto e recitato in Sound of Tears, un cortometraggio presentato al Montreal World Film Festival. Il film ha vinto l'Africa Movie Academy Award 2015 come Miglior Diaspora Short e ha anche vinto un Platinum Remi al 48 ° WorldFest Houston Film Festival..
Le apparizioni televisive includono la premiata serie televisiva Mayday, Ocean Landing (African Hijack) per Discovery Channel; Degrassi: The Next Generation e The Line per The Movie Network. Atabong ha anche recitato in Glo, e una parte in The Africa Trilogy diretto da Josette Bushell-Mingo e, nel ruolo di Julia, ha diretto un cast di 11 attori nell'acclamata commedia Wedding Band di Alice Childress. Altri ruoli includono The Studio 180 e la produzione Canadian Stage Company di The Overwhelming di J. T. Rogers, e Theatre Awakening, produzione di In Darfur presso Theatre Passe Muraille per SummerWorks, per il quale ha vinto il premio Emerging Artist..

## Vita privata
Atabong si è sposata nel 2008 e ha due figli, uno nato nel 2011, l'altro nel 2015. Nel 2013 è apparsa nello spettacolo della CBC Radio Metro Morning insieme a Matt Galloway per discutere il problema della violenza domestica contro le donne, e del suo film Sound Of Tears per la Giornata internazionale per l'eliminazione della violenza contro le donne del 6 dicembre 2013.

## Cinema, TV e teatro

### Film
- Sound of Tears - produttrice, sceneggiatrice e regista (2014)
- Dreamt (2010) - co-produttrice e assistente alla regia
- If Only (2008)
- Nancy Loves Miss Brown (2006), film partecipante al Calgary International Film Festival
- Dollar Van (2006)
- Mutant Swinger from Mars (2003)
- One Night (2002) - produttrice e sceneggiatrice
- Impact (2000)

### Televisione
- Degrassi: The Next Generation (2012) - episodio "Say It Ain't So"
- The Line (2009) - 2 episodi
- Air Emergency Mayday - African Hijack (2006), episodio "Ocean Landing"
- NYPD Blue (2001) - episodio "Cops and Robber"

### Teatro
- The Overwhelming (2010) - The Canadian Stage Company, Toronto
- The Africa Trilogy (2010) - The Fleck Dance Theatre Harbourfront, Toronto
- In Darfur (2008) - Theatre Passe Muraille
- Joe Turner's Come and Gone (2001) - Theatre in the Park, New York City
- Angelique (1999) - Detroit Repertory Theatre

## Premi
- Summerworks Emerging Artist Awards (2008), Migliore attrice per In Darfur
- Female Eye Film Festival (2011), Miglior script a basso budget per Daisy's Heart
- Africa Movie Academy Awards (2015), Miglior cortometraggio di diaspora per Sound of Tears
- WorldFest Houston Platinum Remi Awards (2015), Migliore cortometraggio per Sound of Tears
- Pan African Film Festival Los Angeles (2015), nomination come Migliore cortometraggio per Sound of Tears
- Yorkton Film Festival Golden Sheaf Awards (2015), nomination come Migliore regia e Miglior cortometraggio dal vivo per Sound of Tears